# Abdoulaye Ba
Abdoulaye Ba (Saint-Louis, 1 januari 1991) is een Senegalees voetballer die bij voorkeur als centrale verdediger speelt. Hij stroomde in 2010 door vanuit de jeugd FC Porto. Ba debuteerde in 2012 in het Senegalees voetbalelftal.

## Carrière
Ba stroomde in 2010 door vanuit de jeugd FC Porto. Dat verhuurde hem daarop aan achtereenvolgens Covilhã en Académica voor hij in het seizoen 2012/13 debuteerde in de hoofdmacht van zijn eigenlijke club.

## Erelijst
| Competitie             |           |           |           |           |
| Competitie             | Aantal    | Jaren     |           |           |
| Académica              | Académica | Académica | Académica | Académica |
| ---------------------- | --------- | --------- | --------- | --------- |
| Taça de Portugal       | 1x        | 2011/12   |           |           |
| FC Porto               |           |           |           |           |
| Kampioen Primeira Liga | 1x        | 2012/13   |           |           |